# 寺西翔生
寺西 翔生（てらにし しょうき、2002年5月21日 - ）は、ジャパンラグビーリーグワンの狭山セコムラガッツに所属しているラグビーユニオン選手。

## 略歴
常翔学園高等学校（大阪府大阪市旭区）では、高2の時にU17近畿として全国高等学校合同チームラグビーフットボール大会（KOBELCO CUP）に出場し、花園（全国高等学校ラグビーフットボール大会）では控えのフッカーでベスト4まで進出した。高3では先発で花園に出場した。
天理大学では、3年時から先発出場し、大学選手権（全国大学ラグビーフットボール選手権大会）ベスト4に。4年時では大学選手権ベスト8となった。
4年時の2025年2月、ジャパンラグビーリーグワンの狭山セコムラガッツに、アーリーエントリーで加入したことを発表した。同年3月、天理大学卒業。